# Drabescoides striatus
Drabescoides striatus är en insektsart som beskrevs av Anufriev 1971. Drabescoides striatus ingår i släktet Drabescoides och familjen dvärgstritar. Inga underarter finns listade i Catalogue of Life.